# مدانية
مُدانية (بالعثمانية: مدانيه) (بالتركية: Mudanya)‏ (نقحرة: مودانيا) هي مدينة ساحلية من مدن تركيا تقع في محافظة بورصة الواقعة وسط غرب تركيا ضمن منطقة مرمرة والتي تبعد عن إسطنبول مدة ساعتين بحراً. وهي تقع في خليج غيماليك. يبلغ عدد سكانها 75,344 نسمة وذلك حسب إحصائيات سنة 2012. وتبلغ مساحتها الكلية 333.27 كم². وفي عام 1911 أصبح بالإمكان الوصول لمُدانية قدوماً من بورصة إما بالقطار أو السيارة كما أنها ترتبط مع مدينة إسطنبول من خلال الرحلات البحرية. تتوسط مُدانية عددًا من الغابات الكثيفة والجبال الخضراء شاهقة الارتفاع التي تكسبها طبيعة خلابة وإطلالة على بحر مرمرة.

## التاريخ
أول من استوطن مُدانية وعمّرها هم الإغريق اليونان في القرن السابع قبل الميلاد وكان تُسمى في زمنهم باسم ميرلا، تعرضت للاحتلال من قبل الحاكم المقدوني فيليب الخامس الذي دمرها وبنى مكانها مدينة جديدة باسم أباميا بعد فترة من الزمن سيطر على هذه المدينة البيزانطيين وأطلقوا عليها موتانيا التي أصبحت مُدانية باللهجة التركية.
فُتحت مُدانية من قبل العثمانيين بقيادة أورخان عام 1321 وأصبحت بعد ذلك إحدى المناطق التابعة للدولة العثمانية، بعد الحرب العالمية الأولى ضعفت الدولة العثمانية وتقطعت أطرافها مما جعلها عُرضة لغزو الدول الإمبريالية الطامعة بأراضيها ومن ضمن هذه الدول كانت اليونان التي احتلت مُدانية بتاريخ بتاريخ 25 يونيو 1920، ولكن بعد حرب التحرير التي خاضها الشعب التركي تحررت مُدانية من الاحتلال اليوناني بتاريخ 12 سبتمبر 1922.

## أعلام
- شريف سيزر

## وصلات خارجية
- الموقع الرسمي